# Перотти, Никколо
Никколо Перотти (итал. Niccolò Perotti; 1429[…], Сассоферрато, Анконская марка, Папская область — 13 декабря 1480, Сассоферрато, Анконская марка, Папская область) — итальянский гуманист, учёный-филолог, грамматик, переводчик, архиепископ Манфредонии (1458—1480), ученик Витторино да Фельтре.

## Биография
Родился в 1429 или 1430 году в Сассоферрато.
Около 1443 года пришёл в школу Витторино да Фельтре и пробыл в ней два года. Завершал образование в Болонье. Во Флоренции слушал лекции по риторике Виссариона. Окончил Падуанский университет.
Другой ученик Витторино, английский гуманист Уильям Грей взял Перотти секретарём в свой дом в городе Феррара. Когда король Англии Генрих VI назначил Грея поверенным при Римской курии, Грей уехал в Рим. В 1446 году Перотти отправился в Рим и устроился секретарём у Виссариона, который стал кардиналом и в 1450—1455 годах был папским легатом в Болонье. В кружке Виссариона Перотти познакомился с гуманистом Лоренцо Валлой, с которым впоследствии вёл переписку. В 1452 году в Болонье император Фридрих III объявил Перотти поэтом-лауреатом (poëta laureatus). Молодой Перотти отличался необузданным нравом, посылал наёмных убийц во Флоренцию, чтобы разделаться с городским канцлером Поджо Браччолини, будучи вовлеченным в конфликт между последним и Лоренцо Валлой.
В 1455 году Перотти вернулся в Рим. В 1458 году назначен архиепископом Манфредонии (Сипонто). Выполнял разные административные церковные обязанности: папского губернатора в Витербо в 1464—1469 годах, в Сполето в 1471—1472 годах, в Перудже с 1474 года. 
В 1468 году составил полный начальный курс грамматики латинского языка Rudimenta grammatices («Начала грамматики»), опубликованный в 1473 году в типографии Паннарца и Свейнхейма в Риме и получивший огромное распространение как учебник. Учебник выдержал более пятидесяти изданий в XVI веке. Английский гуманист Уильям Лили, учитель школы св. Павла в Лондоне, взял его учебник как образец для своего латинского синтаксиса De octo orationis partium constructione libellus, к исправлению которого Джон Колет привлёк Эразма Роттердамского. В трактате «О способе обучения, а также чтения и толкования авторов» (De ratione studii ас legendi interpretandique auctores, 1512) Эразм Роттердамский пишет:
Между более современными грамматиками я вижу совсем немного различий, разве лишь Никколо Перотти из всех кажется самым основательным, причем без педантизма.
Оригинальный текст (лат.)Inter recentiores haud multum video discriminis, nisi quod Nicolaus Perottus videtur omnium diligentissimus, citra superstitionem tamen.
Леонардо да Винчи пытался выучить латынь, переписывая из учебника Перотти слова и примеры.
Перотти цитирует грамматиков Доната, Присциана, «Грамматические правила» Гварино да Верона и популярную в Средние века грамматику, известную по первому слову стиха, которым открывался учебник: Ianua sum rudibus primam cupientibus artem (Я есть дверь для несведущих, алчущих первого руководства). В свою очередь Андреа Гварна (Andrea Guarna) цитирует Перотти в своём популярном учебнике «Грамматическая война».
Перотти, «любивший греческий язык, греческие нравы, греческий народ», перевёл с древнегреческого на латынь пять книг «Всеобщей истории» Полибия для папы римского Николая V. Папа оценил его перевод в 50 золотых дукатов. Издавал и комментировал античных поэтов Горация и Стация, составил большие комментарии к Марциалу. Был членом Римской академии, основанной Помпонием Летом.
В 1473 году Арнольд Паннарц и Конрад Свейнхейм под руководством Перотти опубликовали «Естественную историю» Плиния. Это издание было переработкой издания 1470 года тех же печатников и являлось четвёртым изданием Плиния (ранее изданного в 1469, 1470 и 1472 годах).
В 1727 году Жак Филипп д’Орвиль обнаружил автограф Перотти. Рукопись была утеряна и снова открыта в 1808 году. Его рукопись содержит 64 басни Федра вперемежку с баснями Авиана и стихотворениями самого Перотти. Из переписанных Перотти басен Федра 33 басни известны по первому изводу, и 31 являются новыми. Перотти переписывал текст Федра довольно небрежно, опускал промифии и эпимифии, заменяя их прозаическим пересказом (форма которого не свободна от посторонних литературных ассоциаций). Перотти выдал басни Федра за свои. В изданиях Федра нового времени к пяти книгам его басен добавляют так называемый Appendix Perottina.
Писал против Георгия Трапезундского в защиту Виссариона.
Перотти передал монастырю Санта-Кьяра в родном городе Сассоферрато мозаичную икону с изображением святого Димитрия Солунского в доспехах в полный рост, начала XIV века, с вделанной в верхнее поле ампулой, которая содержит целебное миро от мощей святого. Икона хранится в настоящее время в муниципальном музее в Сассоферрато. По мнению историка Серджио Беттини Перотти получил икону от кардинала Виссариона.